# Allium shevockii
Allium shevockii là một loài thực vật có hoa trong họ Amaryllidaceae. Loài này được McNeal mô tả khoa học đầu tiên năm 1987.

## Hình ảnh

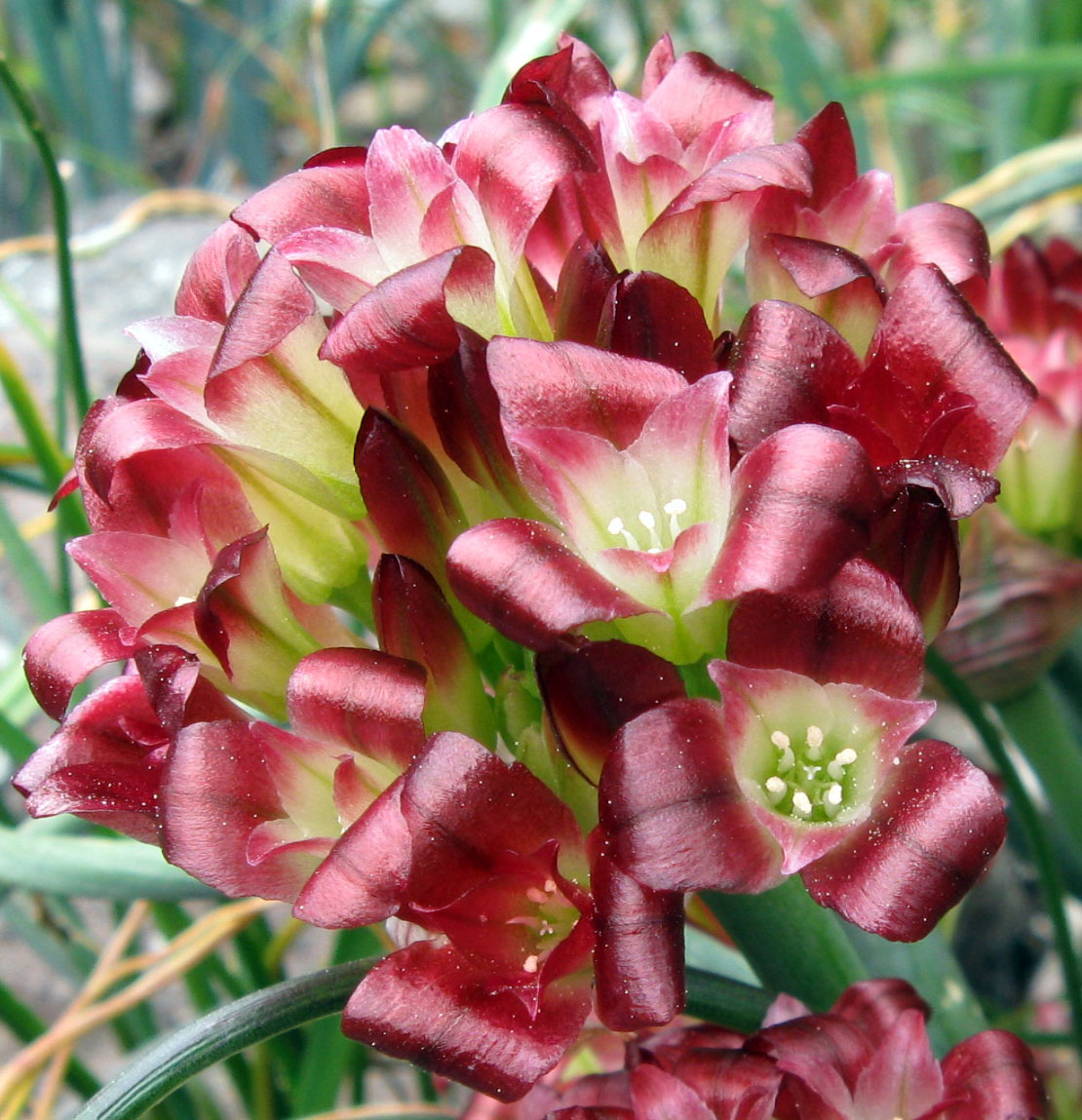